# Brente steders regulering
Brente steders regulering var en under åren 1940–1952 i Norge verksam statlig institution med syfte att utarbeta regleringsplaner för krigshärjade platser. Verksamheten leddes 1940–1945 av arkitekten Sverre Pedersen, vars idéer kom att prägla regleringsplanerna. En tanke i dessa var axelsystemet, till exempel i städerna Bodø, Kristiansund och Molde, vilka i huvudsak kom att återuppföras efter regleringsplanerna. Pedersen efterträddes 1945 av Erik Rolfsen.